# Francesco Torniello
Francesco Torniello da Novara (Barengo, c. 1490 - Treviglio, 1589) fue un tipógrafo, geómetra, escritor y fraile franciscano, que se dio a conocer por ser el autor de un tratado con especificaciones geométricas para diseñar letras mayúsculas latinas. Las letras eran para las lápidas, y no para la imprenta, aunque aparecerá desde entonces como tipógrafo.

## Biografía
Torniello nació entre 1488 y 1491 en Barengo, que formaba parte del Ducado de Milán, en el seno de una familia noble de la zona. Estudió geometría y matemáticas. En 1519, ingresó en la Orden de los Frailes Menores como predicador. En 1525, Torniello y su hermano, Giovanni Antonio obtuvieron la ciudadanía milanesa. Murió en 1589 en el monasterio de Treviglio en el Ducado de Milán.

## Obras
Los trabajos de Torniello se centraron en adoptar las inscripciones del alfabeto latino lo más original posible, al mismo tiempo que mejoraba sus condiciones geométricas. Sus obras fueron influenciadas por Divine Proportione ( Divinas proporciones ) de Luca Pacioli y Sigismondo Fanti. Las letras no fueron diseñadas para su uso en la imprenta, sino como modelo para inscripciones artísticas. Torniello diseñó una cuadrícula de 18 x 18 que sirvió como sistema de coordenadas para sus fuentes geométricas, las cuales fueron diseñadas para su uso en imprenta. 
En su obra Opera del modo de fare le littere maiuscole antique, impresa en 1517, Torniello enriqueció caligráfica y geométricamente las tipografías preexistentes. Se agregaron condiciones geométricas a las letras "M", "R", "S" y "T". Las letras "S" y "T" también fueron enriquecidas caligráficamente. Para ampliar el uso de sus letras en textos no latinos, Torniello agregó la letra "Z". También fue el primer tipógrafo en definir el punto como unidad de medida en tipografía.

## Publicaciones
- Opera del modo de fare le littere maiuscole antique, 1517, Milán.

Solo existen cuatro copias del libro en la actualidad: una se encuentra en Sevilla, una en Milán y dos en Cambridge .